# Trichanthemis
Trichanthemis là một chi thực vật có hoa trong họ Cúc (Asteraceae).

## Loài
Chi Trichanthemis gồm các loài: